# 凯克萨基金会
凯克萨基金会（西班牙語：Fundación ”la Caixa”）是一家西班牙加泰罗尼亚的非盈利银行基金会。法定总部位于馬略卡島帕爾馬。它最初是一家储蓄银行，在2000-2010年代进行了重组。其商业资产现由子公司凱克薩銀行管理，而基金会专注于慈善事业。